# 柳澤龍太郎
柳澤 龍太郎（やなぎさわ りゅうたろう、1991年10月12日 - ）は、日本の俳優、スーツアクター、スタントマン。東京都出身。アーバンアクターズ所属。

## 出演

### 映画
- 25 NIJYU-GO（2014年、東映）
- おかあさんの木（2015年、東映）
- 嫌な女（2016年、松竹）

### テレビドラマ
- シュガーレス 第6話（2012年、日本テレビ）
- BAD BOYS J（2013年、日本テレビ）
- 金曜プレステージ 外科医 鳩村周五郎 第13作（2014年、フジテレビ）
- 水曜ミステリー9 奥多摩駐在刑事 第3作（2015年、テレビ東京）
- 土曜ワイド劇場 再捜査刑事・片岡悠介 第9作（2016年、テレビ朝日）

### Vシネマ
- 流し屋 鉄平（2015年、東映ビデオ）

### 舞台
- 銀河鉄道の夜（2010年、東京アナウンス学院学園祭公演）
- お月さまへようこそ（2010年、東京アナウンス学院学園祭公演）
- 蝿取り紙（2011年、東京アナウンス学院卒業公演）